# Represa de Cuñapirú
La Represa de Cuñapirú fue una usina minera y a su vez, represa hidroeléctrica ubicada en Minas de Corrales, departamento de Rivera, Uruguay.
Declarada monumento histórico nacional, el lugar alberga las ruinas de lo que fue en su momento, un importante emprendimiento, dedicado a la producción de energía y extracción y purificación de oro.
Fue la primera represa de América del Sur y se inauguró en 1882.

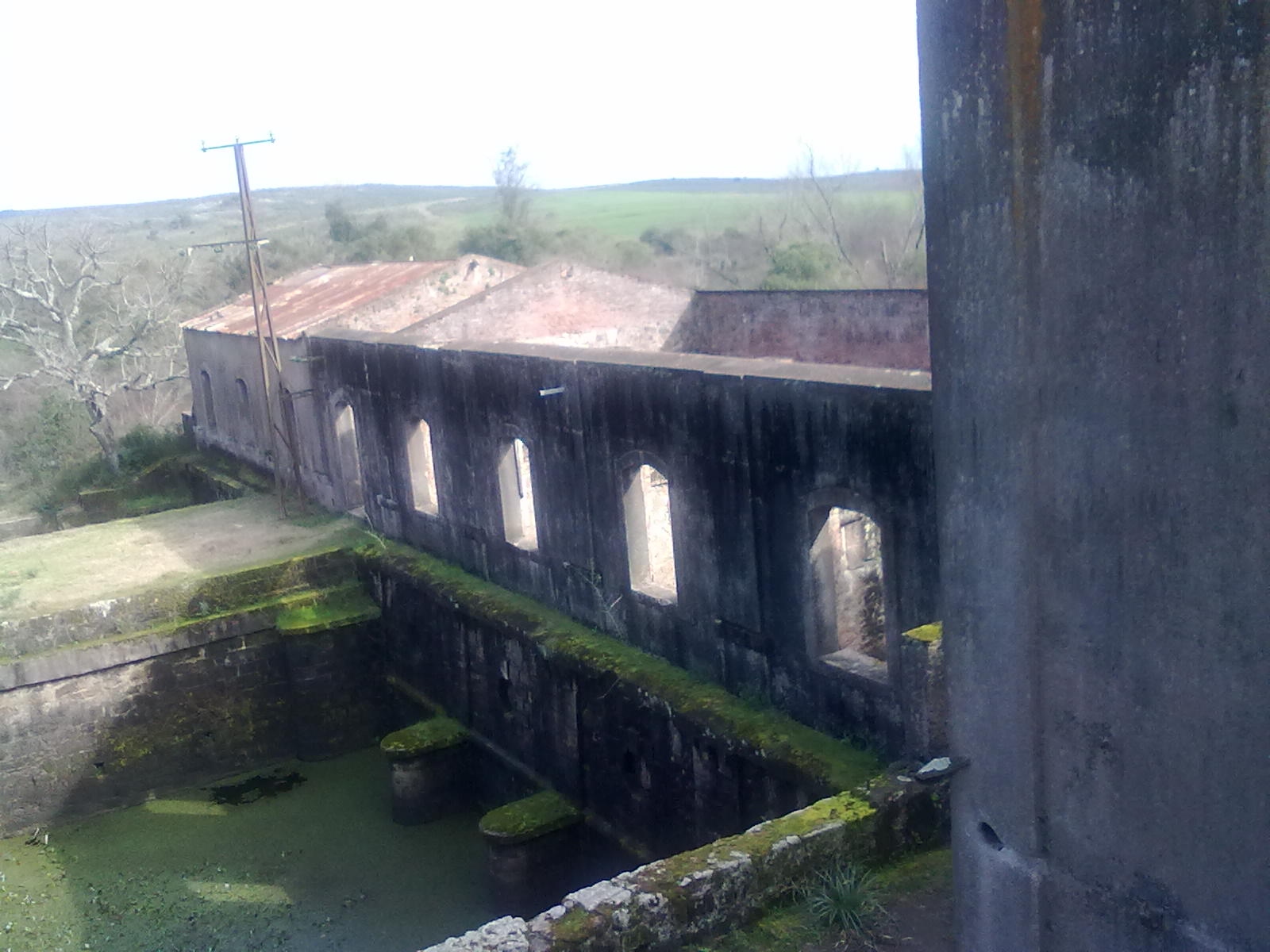
Vista de uno de los diques de la represa.

## Historia

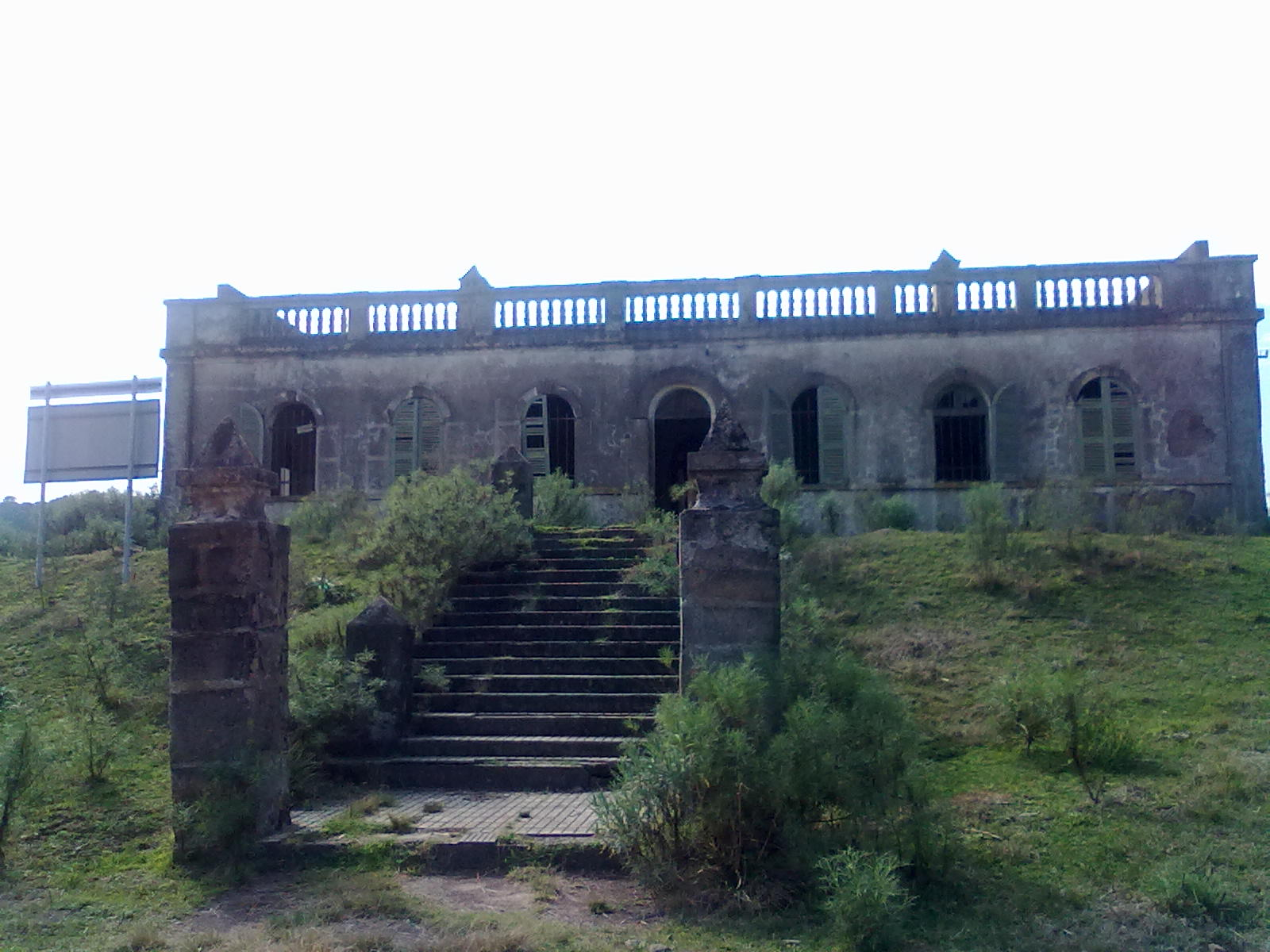
El edificio de administración de la usina, donde funcionaban las oficinas.

La construcción de la represa fue realizada entre 1878 y 1882, siendo sus principales trabajadores, inmigrantes italianos, portugueses y españoles que vivían en Santa Ernestina, un pueblo ubicado a 4 kilómetros del lugar.
La empresa, fue instalada por la "Compañía Francesa de las Minas de Oro del Uruguay", durante un período en el cual la "fiebre del oro" del lugar, atrajo a inmigrantes europeos que se asentaron en las proximidades del cerro, pasando a ser los funcionarios de la represa.
El movimiento de la misma fue muy intenso desde sus inicios. Las cinco turbinas se utilizaron fundamentalmente para otorgar movimiento a los aerocarriles y para los morteros de molienda que funcionaban durante todo el día.
Con una sola turbina, se podía producir energía eléctrica para abastecer a toda la planta, donde se encontraba el área en la cual trabajaban en forma exclusiva los obreros, y por otro lado, el edificio de la administración de la usina.

## Características técnicas
Poseía un lago artificial que contenía más de 3 millones de metros cúbicos de agua, que ponían a funcionar las cinco turbinas, las cuales generaban un total de 550 kW/h. En su apogeo, fue capaz de producir y moler 150 toneladas de cuarzo al día.
Estas piedras eran traídas desde Santa Ernestina, en un tren cuya locomotora se apodó "La Clotilde".
La electricidad generada, abastecía a la localidad de San gregorio y Corrales, además de poner en funcionamiento la usina, y movilizar los aerocarriles para el traslado de materias primas, entre ellas, el oro extraído de la mina.

## Cierre
La represa funcionó hasta noviembre de 1918, dejando ese mismo año de producir electricidad y por ende, se detuvo la producción al fallecer el técnico de nacionalidad alemana que operaba la usina.
Con las inundaciones que acontecieron en 1959, el dique de contención fue destruido, lo cual llevó a la clausura definitiva de la represa.
Desde 2014 el lugar se encuentra en ruinas, conformando parte del patrimonio histórico y cultural, si bien ha sufrido reiterados actos de vandalismo.

## Galería
|                               |
| Vista de la sala de máquinas. |

|                    |
| Ruinas del predio. |

|                                    |
| Otra vista de la sala de máquinas. |

|                                                |
| Sala turbinas, se puede apreciar el generador. |

|                                                  |
| Pileta de cianuración para la extracción de oro. |

|                                         |
| Otra vista de la pileta de cianuración. |

|                   |
| Ruinas del lugar. |

|                                    |
| Exterior de las salas de máquinas. |